# خرفار لموني
خرفار لموني (الاسم العلمي: Phalaris lemmonii) هو نوع نباتي يتبع جنس الخرفار من فصيلة النجيلية.